# Велики таленат
„Велики таленат” је југословенски ТВ филм из 1984. године. Режирао га је Никола Стојановић који је написао и сценарио.

## Улоге
| Глумац              | Улога           |
| ------------------- | --------------- |
| Иво Грегуревић      | Мишо Крунић     |
| Миралем Зупчевић    | Тодор Драговић  |
| Бранко Цвејић       | Бимбо           |
| Анте Вицан          | Алекса          |
| Душица Жегарац      | Роза            |
| Адем Чејван         | Мугдим          |
| Јадранка Стилин     | Сека            |
| Младен Нелевић      | Туњо            |
| Предраг Лаковић     | Станиславски    |
| Миодраг Радовановић | Декан Академије |
| Ирена Муламухић     | Смиља           |
| Јасмин Гељо         |                 |
| Сеад Бејтовић       |                 |
| Жана Јовановић      |                 |

Остале улоге ▼
| Глумац                | Улога |
| --------------------- | ----- |
| Таида Чингић          |       |
| Зоран Симоновић       |       |
| Аднан Палангић        |       |
| Нада Пани             |       |
| Раде Чоловић          |       |
| Ранко Гучевац         |       |
| Емир Хаџихафизбеговић |       |
| Жељко Кецојевић       |       |
| Харис Бурина          |       |
| Шабан Тоскић          |       |
| Џемал Ково            |       |
| Драган Јокић          |       |